# Vengo anch'io. No, tu no (album)
Vengo anch'io. No, tu no è il quarto album di Enzo Jannacci, pubblicato nel 1968.

## Il disco
Tra i più grandi successi di Jannacci, l'album contiene l'omonimo singolo Vengo anch'io. No, tu no (scritto insieme a Dario Fo e Fiorenzo Fiorentini) che raggiunse la vetta delle classifiche italiane di vendita.
Dal singolo a causa della censura venne omessa la strofa finale:
vengo anch'io? No tu no

giù nel Congo da Mobutu a farci arruolare

poi sparare contro i negri col mitragliatore

ogni testa danno un soldo per la civiltà.

Vengo anch'io ...
Si potrebbe andare tutti in Belgio nelle miniere

Vengo anch'io? No tu no

a provare che succede se scoppia il grisù

venir fuori bei cadaveri con gli ascensori

fatti su nella bandiera del tricolor»
Altri brani di successo dell'album sono:
- Giovanni telegrafista, il cui testo è una traduzione di João, o telegrafista del poeta brasiliano Cassiano Ricardo, che narra la storia di un anonimo telegrafista di una sperduta cittadina che vede passare l'amore per un breve momento (sotto forma di una giovane donna che poi lascerà per sempre quel luogo per inseguire una vita in città) per poi ricordarlo con malinconia per tutto il resto della sua vita;
- Ho visto un re, su testo di Dario Fo, sarcastica irrisione del potere, i cui interessi vanno sempre a scapito della gente comune;
- La disperazione della pietà, cover di un brano di Vinícius de Moraes, il cui testo, con il suo elenco di disperazioni, anticipa Quelli che...;
- Hai pensato mai, versione in lingua di una canzone veneta scritta da Lino Toffolo;
- La mia morosa la va alla fonte faceva parte dello spettacolo 22 canzoni del 1965; la musica fu utilizzata da Fabrizio De André per la sua Via del Campo.

Tutti i testi originariamente in portoghese furono tradotti dallo scrittore Ruggero Jacobbi, che aveva vissuto e insegnato in Brasile.
L'album fu ristampato dalla RCA Italiana nel 1974 con il titolo Jannacci Enzo, ma rispetto all'originale conteneva una canzone in più (Il metrò, tratta dall'album La mia gente), e presentava un nuovo numero di catalogo (TCL1 1039).

## Citazioni nei film
La canzone divenne subito un tormentone.
Nel film Nemici... per la pelle, con Louis de Funès e Jean Gabin del 1968, durante la parodia di una esercitazione militare il conte de Montignac (Jean Gabin) si rivolge a Félicien Mézeray (Louis de Funès) dicendo: "Beh, io faccio colazione"; Félicien: "Allora vengo anch'io"; conte de Montignac: "No lei no!"; Félicien: "ma perché?"; conte de Montignac: "perché no, giovanotto!".
Nel film Delitto al Blue Gay (1984), Tomas Milian: ispettore Nico Giraldi e Bombolo alias: Venticello, parlano di calcio citando il testo della famosa canzone.
Nel film Camerieri del 1995, il capo aiutante dei camerieri Germano, interpretato da Antonio Catania ne fece pure una rivisitazione di quella canzone, intonando le stesse strofe della versione di Jannacci, e al posto di: Vengo anch'io. No! tu no! il ritornello fu sostituito da: Senza 'na lira, ta, ta, ta!.
Il regista Giorgio Verdelli, nel decimo anniversario della scomparsa di Enzo, realizza un docufilm, Enzo Jannacci - Vengo anch'io, dove in parte riprende il nome della canzone, per evidenziare i tratti artistici del cantautore attraverso le testimonianze di vari artisti come il figlio Paolo, Paolo Rossi, Diego Abatantuono, Cochi Ponzoni, Massimo Boldi, Elio (Elio e le Storie Tese), Francesco Gabbani, Vasco Rossi, J-Ax, Valerio Lundini, Paolo Conte, Dori Ghezzi, Roberto Vecchioni, Paolo Tomelleri, Claudio Bisio, Nino Frassica, Francesco Guccini, Gino e Michele e altri. la consulenza artistica è di Paolo Jannacci. Il docufilm è stato presentato, fuori concorso, l'8 settembre 2023 all'80ª Mostra internazionale d'arte cinematografica di Venezia, ed è stato in sala nei successivi giorni, dall'11 al 13.

## Tracce
LATO A
1. Ho visto un re (testo: Dario Fo – musica: Paolo Ciarchi)
2. La ballata del pittore (testo: Didi Martinaz – musica: Lino Patruno)
3. Vengo anch'io. No, tu no (testo: Enzo Jannacci, Dario Fo, Fiorenzo Fiorentini – musica: Enzo Jannacci)
4. Giovanni, telegrafista (testo: Jacobbi, Ricardo – musica: Jannacci)
5. Pedro Pedreiro (testo: Giorgio Calabrese, Enzo Jannacci – musica: Buarque)
6. La mia morosa la va alla fonte (testo: Dario Fo – musica: Enzo Jannacci)

LATO B
1. La sera che partì mio padre (Enzo Jannacci)
2. Domenica 24 marzo (Enzo Jannacci)
3. La disperazione della pietà (testo: Ruggero Jacobbi, Enzo Jannacci – musica: de Moraes)
4. Hai pensato mai (testo: Enzo Jannacci – musica: Lino Toffolo)
5. Non finirà mai (Enzo Jannacci)

## L'orchestra
L'orchestra è diretta da Luis Bacalov.